# Manuel Vidrio
Manuel Vidrio (Teocuitatlán de Corona, Jalisco, 23 de agosto de 1972) é um treinador e ex-futebolista do México que atuava como defensor.

## Carreira
Manuel Vidrio integrou a Seleção Mexicana de Futebol na Copa América de 2001.

## Títulos
Seleção Mexicana
- Copa América de 2001: Vice